# Paraeumigus bolivari
Paraeumigus bolivari är en insektsart som beskrevs av Scott LaGreca 1993. Paraeumigus bolivari ingår i släktet Paraeumigus och familjen Pamphagidae. Inga underarter finns listade i Catalogue of Life.